# Don Cato – Die Rückkehr des Luchses
Don Cato – Die Rückkehr des Luchses ist der Titel einer im März 2002 veröffentlichten digitalen
Lerngeschichte für Kinder im Alter von 5 bis 12 Jahren von CAGATTI Storytelling Games. In dieser interaktiven Spielgeschichte wird in ca. 4–5 Stunden Gesamtspieldauer (20–25 Stunden b.d. Zielgruppe) die Reise des Luchses Don Cato erzählt.
Die vom deutschen Bundesministerium für Umwelt, Naturschutz und Reaktorsicherheit kostenfrei abgegebene PC-CD-ROM schildert die Abenteuer des Luchses Don Cato, der auf seiner Reise von den Alpen in den Nationalpark Harz vielen einheimischen Tieren und Pflanzen begegnet. Neben eher filmisch angelegten Animationssequenzen gibt es immer wieder Spiele und Rätsel zu lösen.
Ziel des Spiels und der Geschichte um den Hauptcharakter Don Cato ist es, Kindern spielerisch Informationen rund um die Themen Biodiversität (Artenvielfalt), wandernde Tierarten und Rückkehr einst ausgestorbener Tierarten näherzubringen. Das Spiel versucht durch eine dramatische und emotionale Geschichte Kinder für die Wiederansiedlung des Luchses in Deutschland zu sensibilisieren und das Interesse am Naturschutz allgemein zu wecken.
Die Figur Don Cato und die Spielgeschichte Don Cato – Die Rückkehr des Luchses wurde von Storytelling Games erdacht, geschrieben, entwickelt, gestaltet, animiert und produziert. Für Idee, Konzept, Storyboard und Texte sowie Projektleitung und Art Direction zeichnen Sabine und Thomas Wille verantwortlich. Die Musik stammt von Nikolaus Esche von den Audio Vision Studios Berlin.
Die Qualität der Don Cato-Kampagne wird u. a. von Bestwertungen im Kinder-Software Ratgeber von Thomas Feibel und durch die Empfehlung des Instituts für angewandte Kindermedienforschung bestätigt. Die Produktserie rund um Don Cato – Die Rückkehr des Luchses wurde und wird in mehreren Auflagen vom Ministerium abgegeben; diese Kampagne zählt laut Aussage des Ministeriums zu den erfolgreichsten des BMU.

## Synchronisation
| Deutscher Synchronsprecher | Figur                                                           |
| -------------------------- | --------------------------------------------------------------- |
| Otto Mellies               | Erzähler                                                        |
| Christian Reiner           | Cato                                                            |
| Martin Seifert             | Cuno, Aquilus, Fulivio, Diverse                                 |
| Daniela Hoffmann           | Virginia, Sternchen, Dr. Äskulap, Diverse                       |
| Carmen-Maja Antoni         | Nöff, Otto, Fledermäuse, Muscheln, Diverse                      |
| Wolfgang Kühne             | Jacques, Tönnchen, Argenthain, Uhu, Murmeltiere, Lachs, Diverse |
| Daniela Reidies            | Lara, Fledermäuse, Rangerin, Muscheln, Diverse                  |

## Don Cato UmWeltmeisterschaft
Aufgrund der großen Popularität der Figur Don Cato benutzte das Bundesumweltministerium (BMU) den Namen Don Cato für mehrere "Don Cato UmWeltmeisterschaften". Seit 2002 veranstaltet das BMU einen jährlichen Wettbewerb unter dem Titel "Don Cato Umweltmeisterschaft" bzw. "Don Cato's Grüne Reviere".